# Parepisparis lutosaria
Parepisparis lutosaria là một loài bướm đêm thuộc họ Geometridae. Nó được tìm thấy ở Queensland, New South Wales và Victoria.
Sải cánh dài khoảng 50 mm.

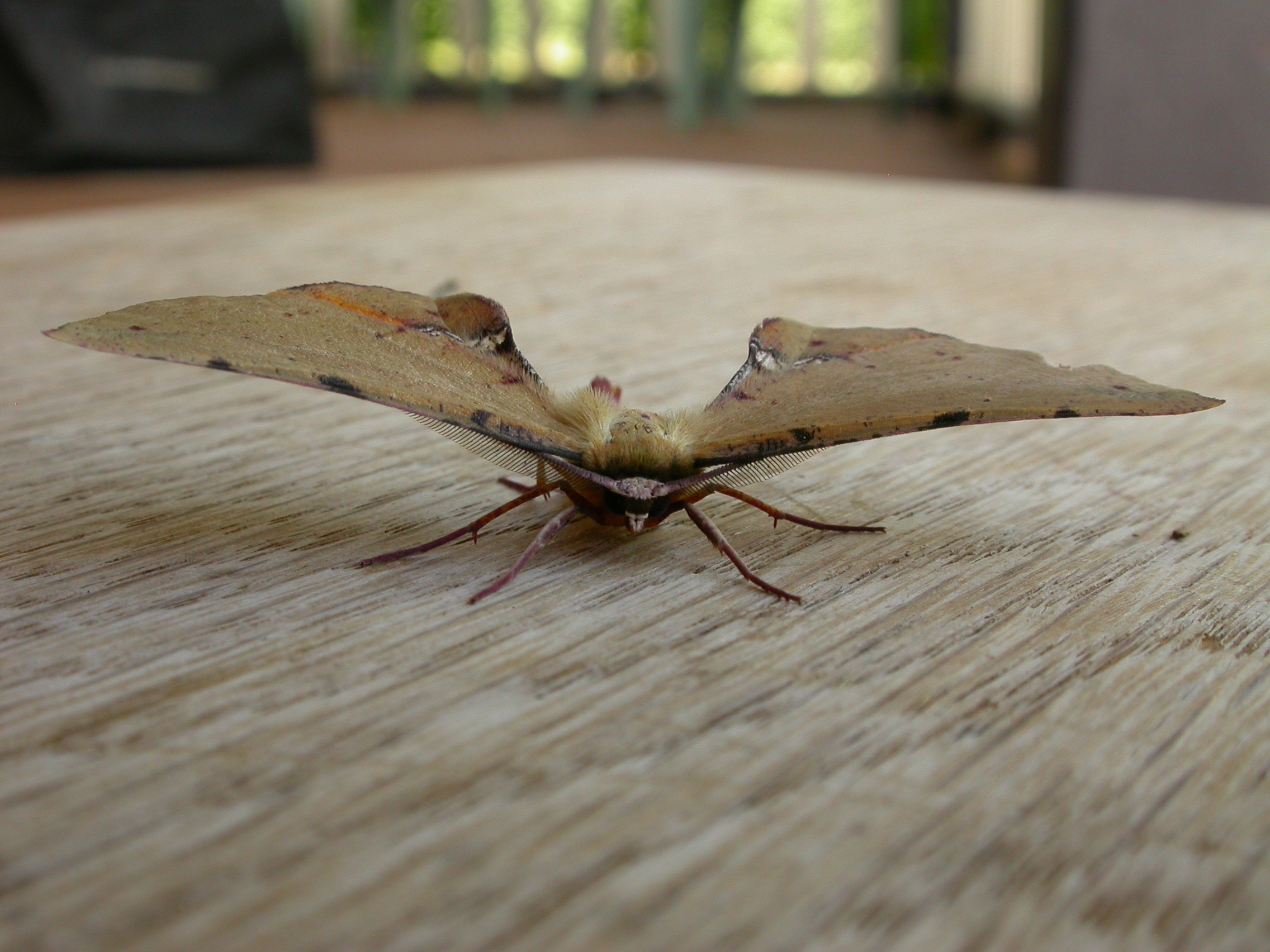

Ấu trùng có thể ăn là loài Eucalyptus.

## Hình ảnh

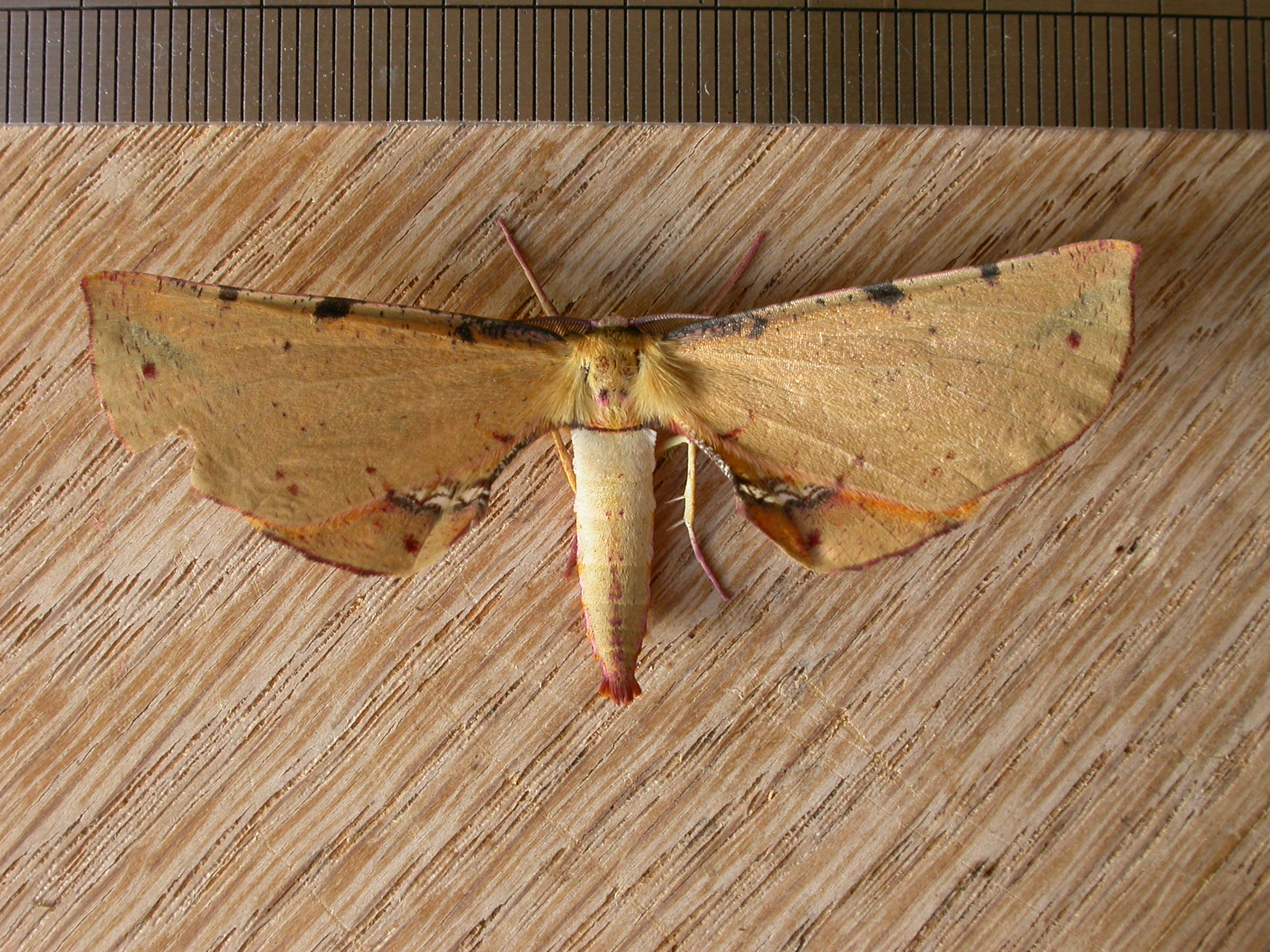